# Вајт Берд (Ајдахо)
Вајт Берд (енгл. White Bird) град је у америчкој савезној држави Ајдахо.

## Демографија
По попису из 2010. године број становника је 91, што је 15 (-14,2%) становника мање него 2000. године.
| Група             | 2000.       | 2010.      |
| Белци             | 102 (96,2%) | 90 (98,9%) |
| Афроамериканци    | 0 (0,0%)    | 0 (0,0%)   |
| Азијати           | 0 (0,0%)    | 0 (0,0%)   |
| Хиспаноамериканци | 2 (1,9%)    | 1 (1,1%)   |
| Укупно            | 106         | 91         |